# Gong Runbo
Pour l’article homonyme, voir Gong.
Gong Runbo (chinois : 宫润伯) (né en 1972 et mort le 31 décembre 2006) était un tueur en série chinois, qui assassina six enfants âgés de 9 et 16 ans entre mars 2005 et février 2006.
Runbo a été emprisonné en octobre 1996 pour le viol d'une jeune fille de 15 ans. Il a été libéré en 2004 après avoir purgé une peine de huit ans. Il a agressé sexuellement et assassiné six enfants dans la ville de Jiamusi, dans la province du Heilongjiang. Il a également attiré et molesté cinq autres enfants âgés de 12 et 13 ans.
Runbo a été arrêté le 28 février 2006, lorsqu'un garçon échappé de son appartement a appelé la police. La police a capturé Runbo dans un Internet café à proximité et a trouvé quatre corps en décomposition et des vêtements pour enfants dans son appartement.